# Santa Lucia Bay

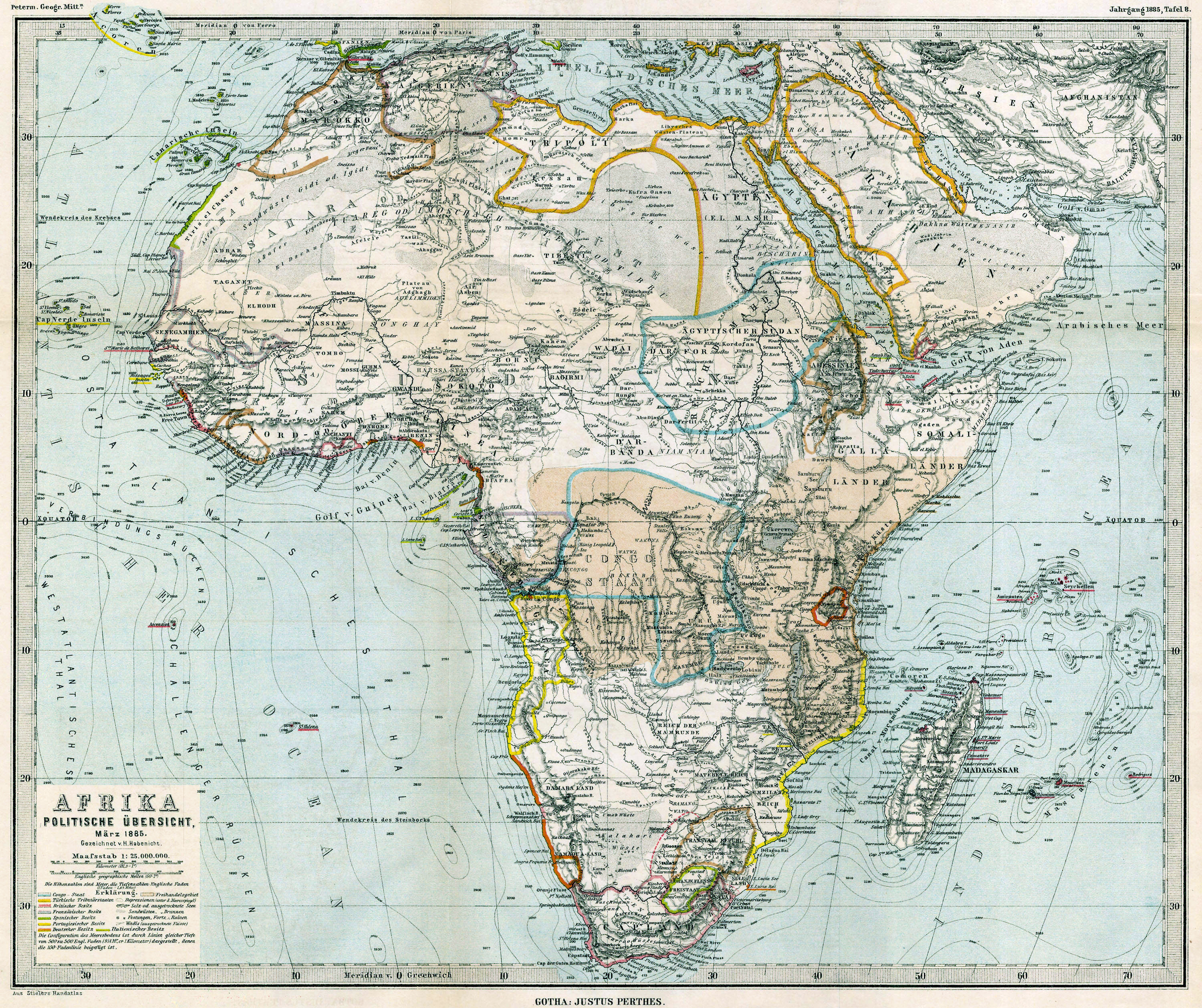
Karte der europäischen Kolonialansprüche in Afrika (März 1885): S. Lucia Bai ist als „deutscher Besitz“ orange gekennzeichnet (unten rechts)

Die Santa Lucia Bay (deutsch: Santa-Lucia-Bucht) war Gegenstand eines Vertrages, der 1884 im Auftrag des Handelshauses Adolf Lüderitz an der Küste des südlichen Afrikas zustande kam. Nach der Auffassung von Lüderitz sollte die Bucht unter den „Schutz“ des deutschen Kaiserreiches gestellt werden. Infolge einer kurzen britisch-deutschen Konfrontation wurde die Bitte 1885 zugunsten älterer Rechte des Vereinigten Königreiches abgelehnt.

## Kolonialpolitischer Kontext
Der versuchte Erwerb der Santa Lucia Bay fiel in eine Phase des Wettlaufs um Afrika, die durch rasche deutsche Kolonialgründungen geprägt war. So wurde unter anderem der Erwerbung von Adolf Lüderitz im späteren Deutsch-Südwestafrika am 24. April 1884 der Reichsschutz gewährt. Solche Schutzerklärungen standen dabei in direkter Konkurrenz zu Großbritannien. In Kamerun lagen im Juli 1884 nur wenige Tage zwischen der Ankunft der deutschen und britischen Vertreter zur Demonstration von Besitzansprüchen, wobei die Deutschen den Briten nur knapp zuvorkamen. Großbritannien war daher auf den Erhalt seines Einflussraums in Afrika gegenüber deutschen Interessen bedacht.
Lüderitz hegte den Traum eines geschlossenen deutschen Kolonialgebiets von Südwestafrika bis an den Indischen Ozean, um in wirtschaftliche Kooperation mit den Burenstaaten zu treten. Diese Pläne kollidierten mit der zunehmenden Präsenz der Briten im südlichen Afrika.

## Vertragsabschluss

Lage der Santa Lucia Bay in Zulu-Land um 1885 (Besitzungen des Hauses F.A.E. Lüderitz)

August Einwald (1846–1933)

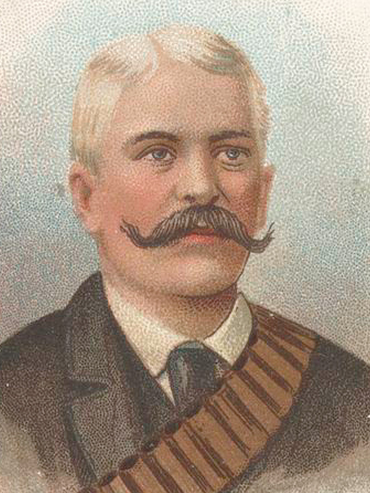
Adolf Schiel (1858–1903)

Anfang 1884 lernte Lüderitz den deutschen Reisenden August Einwald aus Heidelberg kennen, den er im Mai desselben Jahres in das Gebiet der Zulu an die südostafrikanische Küste entsandte. Otto von Bismarck riet Lüderitz persönlich von weiteren Erwerbungen im Osten ab, doch war dieser weder gewillt noch in der Lage, den Auftrag zu widerrufen. Im November 1884 traf Einwald im Zululand ein, in dem inzwischen burische Grenzsiedler den „Freistaat“ Neue Republik ausgerufen hatten.
Bei seinen Treffen mit afrikanischen Häuptlingen trug Einwald eine preußische Uniform. An seinem Wagen zeigte er eine deutsche Flagge, und er behauptete, in Kontakt mit Bismarck zu stehen. Während er das Misstrauen der Buren erregte, fand er Unterstützung bei dem deutschen Abenteurer Adolf Schiel aus Frankfurt am Main, der von den Buren als Ratgeber und Minister des jungen Zulukönigs Dinuzulu ka Cetshwayo ausgewählt worden war. Gegen einige Schmuckstücke und das Versprechen deutschen Schutzes vor Buren und Engländern erhielten Einwald und Schiel von Dinuzulu am 13. November 1884 ein Dokument, das ihnen die Rechte an 60.000 Acres Land, nach anderen Angaben 100.000 Acres, Land an der Santa-Lucia-Bucht übereignete. Mit dem Versprechen, seine Rechte bedingungslos auf Lüderitz zu übertragen, reiste Schiel unverzüglich nach Bremen. Lüderitz erhielt am 25. November ein Telegramm Einwalds, woraufhin er beim Auswärtigen Amt um Reichsschutz für die „Zuluküste“ bat. Die Gneisenau mit Generalkonsul Gerhard Rohlfs an Bord wurde am 2. Dezember entsprechend umdirigiert, um die Gebiete unter deutschen Schutz zu stellen. Im Rahmen seiner pragmatischen Überseepolitik sah Bismarck in der Santa-Lucia-Bucht aber offenbar von Anfang an kein Gebiet, das zu behalten wäre, sondern ein vorteilhaftes Kompensationsobjekt gegenüber England für Kamerun. Einwald fühlte sich aber inzwischen durch Schiel hintergangen. Seine Beschwerden führten am 5. Dezember zu einer Gegenorder für Rohlfs.

## Britische Besitzansprüche
Ende November 1884 wurde der Vertrag in der Kapkolonie bekannt und rief die Briten auf den Plan. Am 18. Dezember des Jahres 1884 kreuzte das britische Kriegsschiff HMS Goshawk unter dem Kommando von Leutnant William John Moore vor der Bucht. Moore betonte mit einer Flaggenhissung an Land den Gebietsanspruch seines Staates, dem Vereinigten Königreich. Die Bucht war bereits am 5. Oktober 1843 vom Zuluhäuptling Mpande an Großbritannien abgetreten worden, ohne dass dies öffentlich bekannt geworden wäre. Auch hatten die Briten ihre Ansprüche bislang nicht geltend gemacht.

## Britisch-deutsche Verhandlungen
Bismarck wollte keinesfalls einen britisch-burischen Zusammenschluss gegen Deutschland provozieren. Als Schiel Anfang 1885 bei Bismarck um die amtliche Ausstellung eines Schutzvertrags für die Santa Lucia Bay bat, lehnte dieser ab.
Wenngleich Bismarck seine Verärgerung darüber ausdrückte, dass Großbritannien gerade jetzt ein Vertrag einfalle, von dem es 41 Jahre lang keinen Gebrauch gemacht habe, war dies ein eher diplomatischer Schachzug. Da sich die Preisgabe der Bucht zugunsten Großbritanniens gegen Zugeständnisse in Kamerun anbot, kam eine Einigung entsprechend schnell zustande. Die deutsche kaiserliche Regierung gab schließlich am 7. Mai 1885 in London eine Verzichtserklärung ab, die Eingang in die am 20. Juni 1885 veröffentlichte britisch-deutsche Übereinkunft bezüglich Gebietsabgrenzungen in Westafrika fand.

## Folgen
Einige Monate versuchte Lüderitz noch, wenigstens einen privatrechtlichen Anspruch an der Santa Lucia Bay anzumelden. Doch weder in Deutschland noch in Großbritannien sah man dafür eine Grundlage. Im September 1885 teilte ihm das Foreign Office kurzerhand mit, dass es in einem seit 1843 britischen Gebiet seinen Vertrag nicht anerkennen könne. Die Repräsentanten der Nieuwe Republiek versuchten, sich über die britische Proklamation hinwegzusetzen und erklärten am 30. April 1885 die Bucht zum Freihafen. Der britische Fahnenmast musste am 29. Juni 1885 erneut aufgestellt werden. Trotzdem verkauften im Oktober 1885 damalige Eigentümer ihre bereits erworbenen Grundstücke. Eine gesicherte Ansiedlung war zu diesem Zeitpunkt noch nicht erfolgt.